# (867) Ковация
(867) Ковация (лат. Kovacia) — небольшой астероид главного пояса, который входит в состав семейства Гигея и принадлежит к спектральному классу B. Он был открыт 25 февраля 1917 года немецким астрономом Иоганном Пализа в Венской обсерватории и назван в честь Фридриха Ковача, врача лечившего жену первооткрывателя.

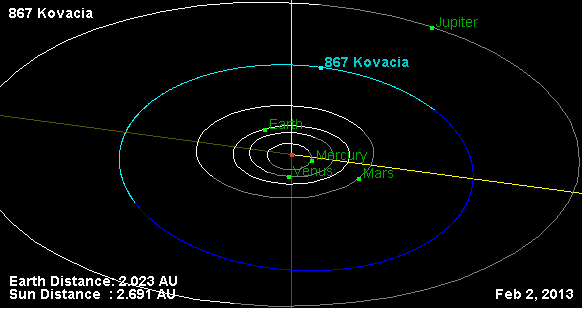
Орбита астероида Ковация и его положение в Солнечной системе